# メトロバンクーバー

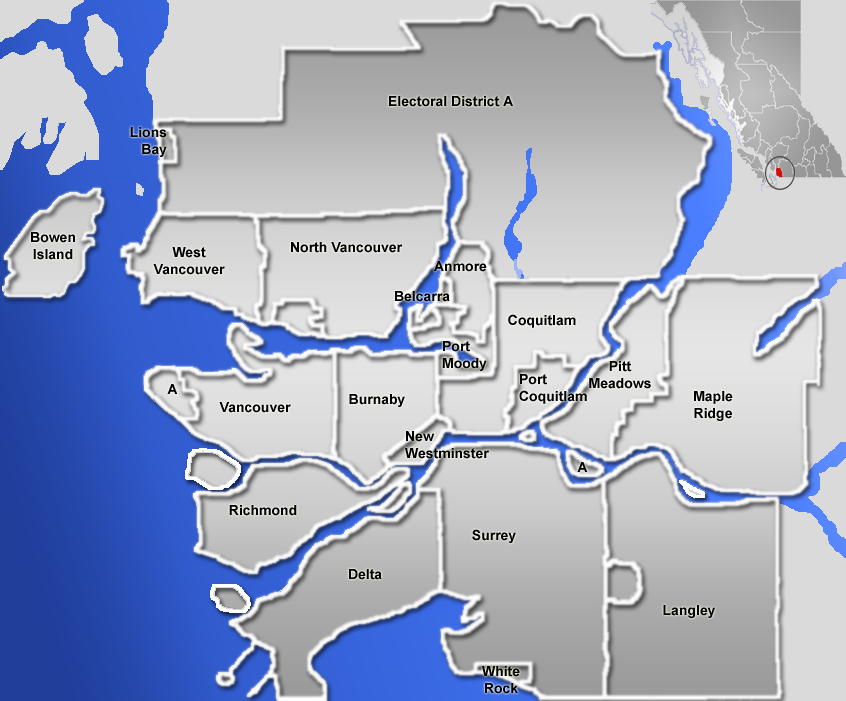
メトロバンクーバーの行政区分

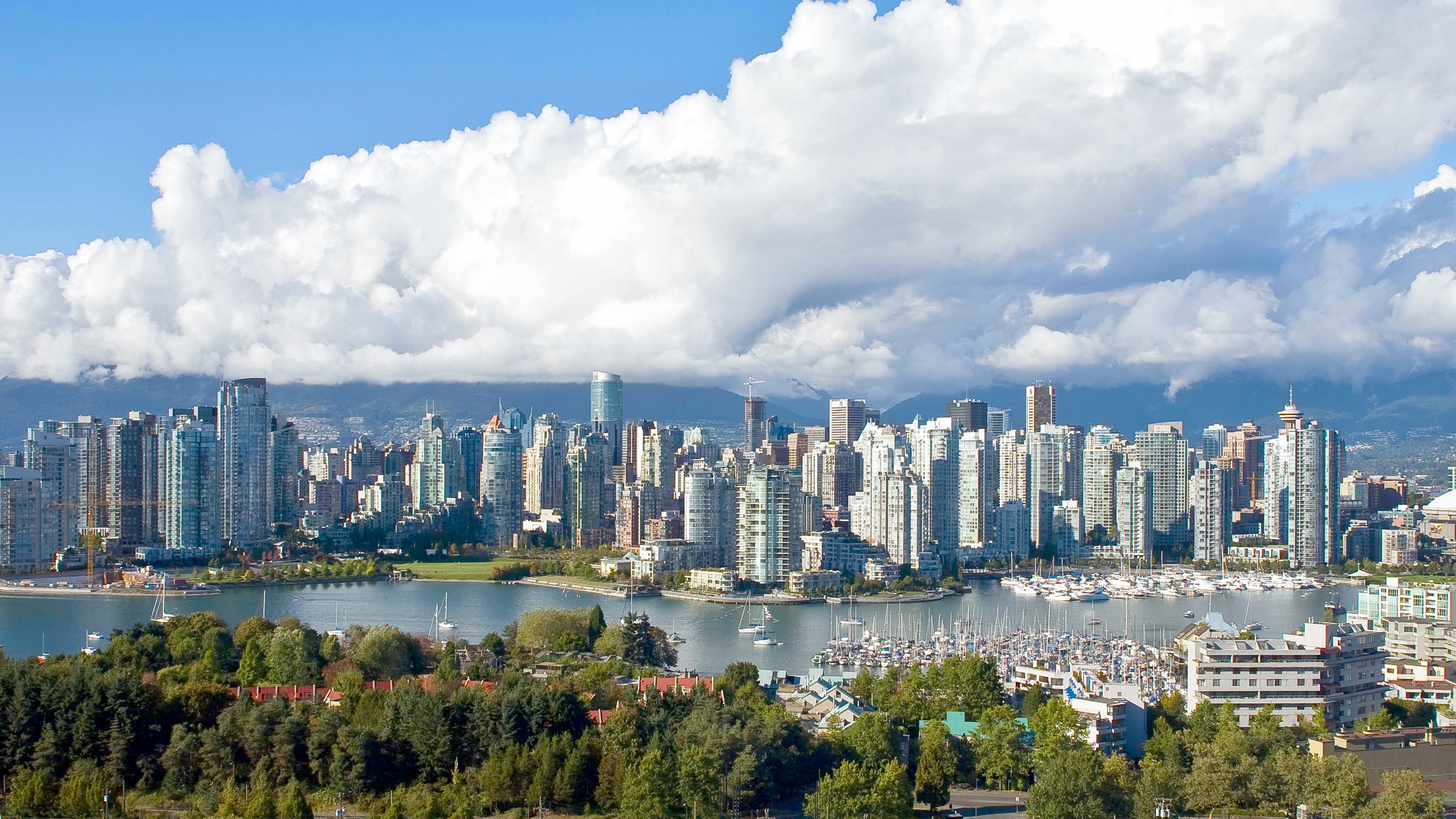
バンクーバー市
人口63万1486人でメトロバンクーバー最大の都市である。

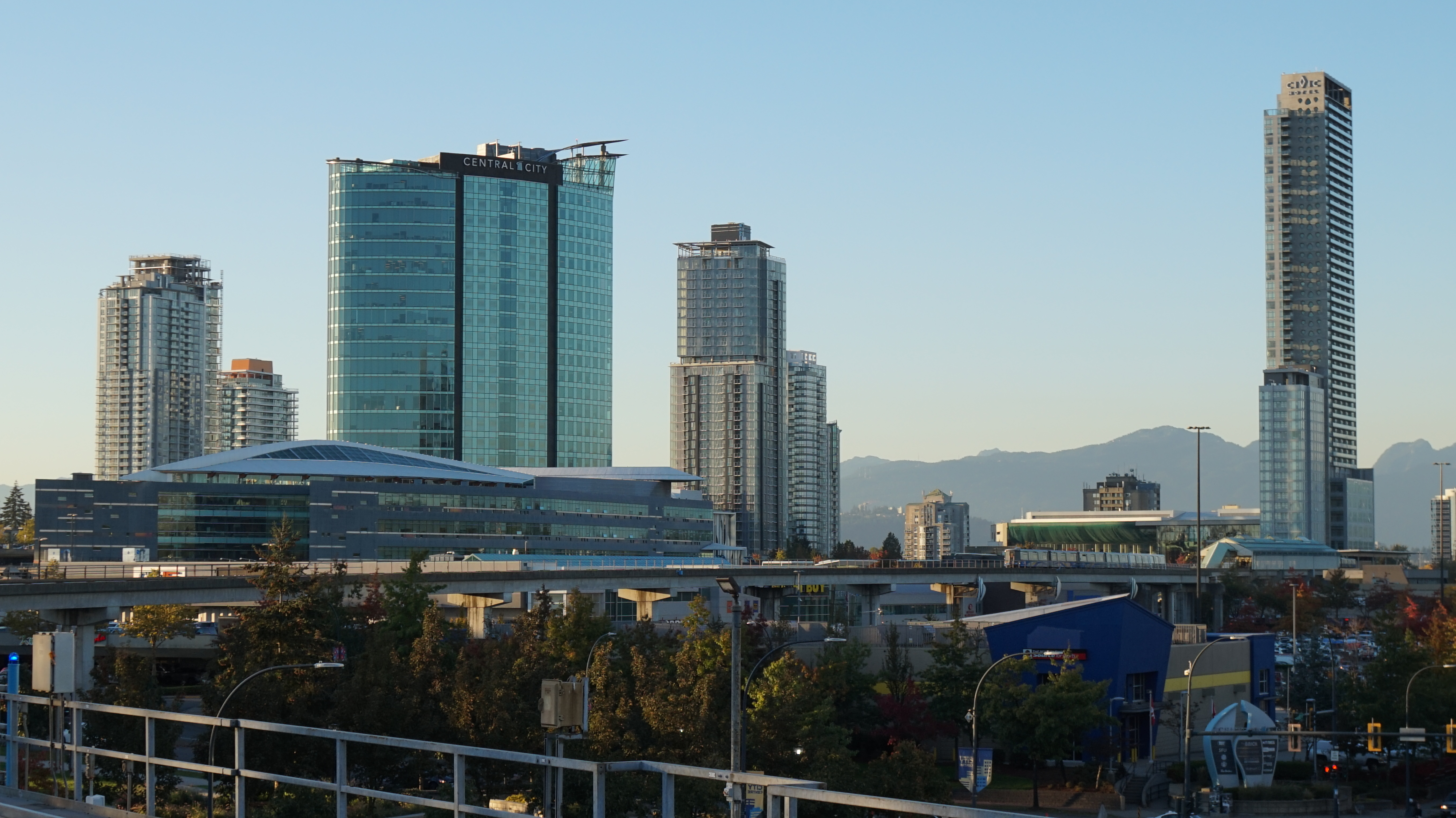
サレー市
人口51万7887人、同域内2位。

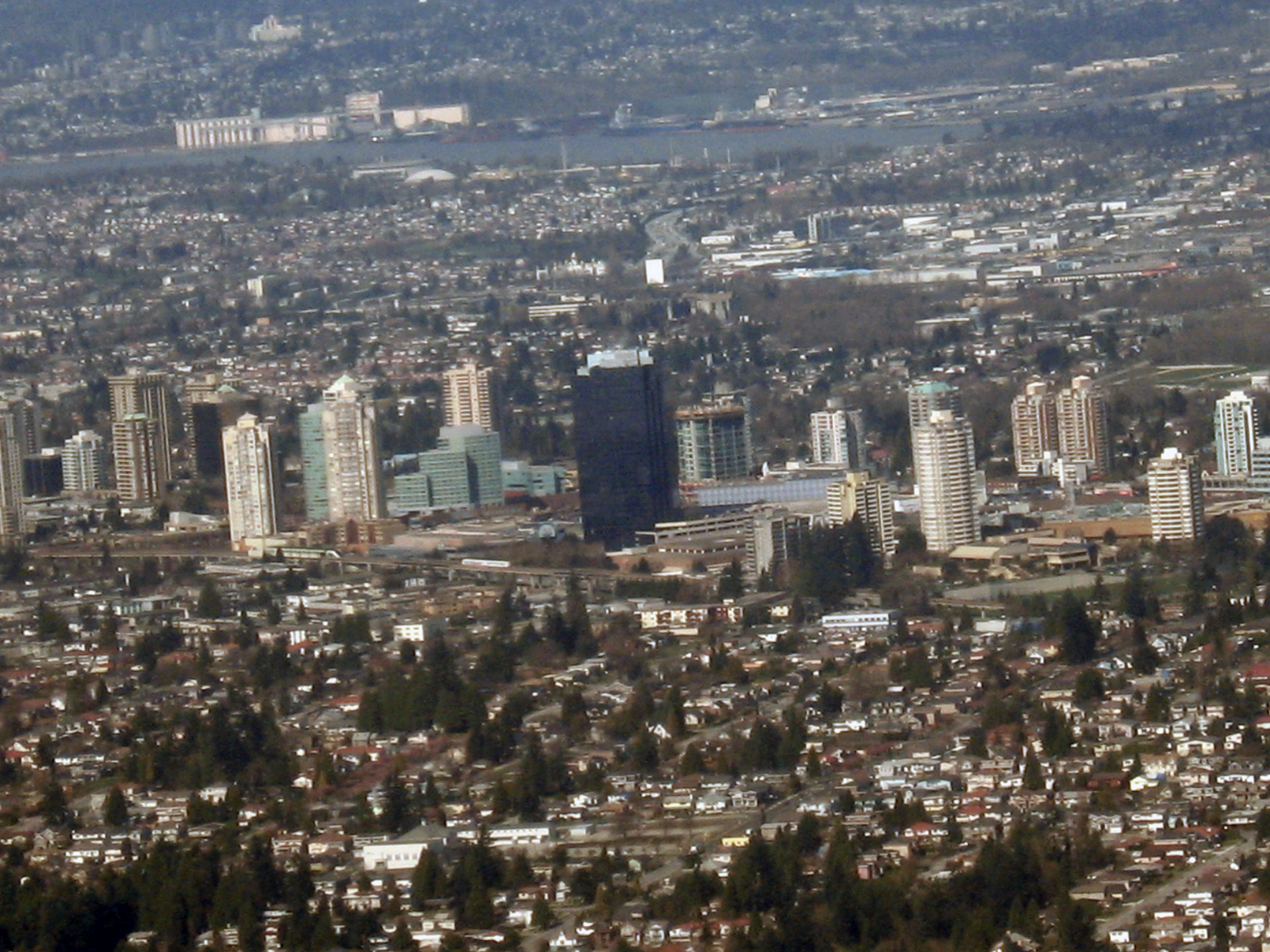
バーナビー市
人口23万2755人、同域内3位。

メトロバンクーバー（英語：Metro Vancouver）は、カナダのブリティッシュコロンビア州南西部にある地方行政区の一つ。カナダ国内第3位の都市圏を形成する。経済はバンクーバーを中心に構成されているが、行政府は同市の東に隣接するバーナビーに置かれている。

## 歴史
2007年以前は「グレーターバンクーバー地域」（英:Greater Vancouver Regional District、GVRD）と呼ばれたが、その発足から40周年の2007年9月に、メトロバンクーバーへと名称変更された。これはバンクーバーを中心としたバンクーバー大都市圏の行政を担っていることを国内外へよりわかりやすくするためである。

## 地理
ブリティッシュコロンビア州の大陸南西部に位置し、ロウアーメインランド（Lower Mainland）の西半分を占め、フレーザーバレー（Fraser Valley）の西側にある。フレーザー川はメトロバンクーバー地域を貫流し、メトロバンクーバー地域の大部分はその三角州にある。
面積は2,882.68km²と、神奈川県（2,415.47km²）の1.2倍ほどの大きさ。南部はアメリカ合衆国国境およびワシントン州に接している。

## 人口動勢
人口は2001年から2006年までの間に6.5%の伸びを見せ、1,986,965人から2,116,581人まで増えている。地域別ではポートムーディが15.5%、サレーが13.6%、メイプルリッジが9.2%と高い増加率を見せている。2020年の予測推定人口は260万とされている。都市圏人口ではカナダ国内第3位の規模。

### 民族
少数民族が人口の48.9%を占め、ヨーロッパ系民族が48.6%、先住民族が2.5%。少数民族では中華系が最も多く全人口の19.6%、南アジア系が12.0%と続く。日系は韓国系の2.2%と比べやや少なく1.2%で人口は30,110人（2016年統計）。

### 宗教
2001年統計に基づくとプロテスタントが25.4%と最も多く、続いてカトリックが18.5%、シク教が5.0%、仏教が3.8%、イスラム教が2.7%などと続く。

## 交通

### 交通機関
メトロバンクーバーの公共交通機関はトランスリンクによって運営されており、料金体系は3つの区域（ゾーン）に分けられている。

### 空港
- バンクーバー国際空港 （空港コード：YVR）

同地区内のリッチモンドにある国際空港。年間の発着数（29万）、旅客数（1700万）ともにトロント・ピアソン国際空港に次ぐカナダ第2の空港。 国際空港としては珍しく、水上機定期便のためのターミナルを備えた空港でもある。
- アボッツフォード国際空港（Abbotsford International Airport） （空港コード：YXX）

同地区から東部に位置するアボッツフォードにある国際空港で、設備面でもバンクーバー国際空港の代替機能を持つ空港。
- バンクーバー・ハーバー水上空港 （空港コード：CXH）

ダウンタウンのウォーターフロント駅近くにあり、水上飛行機がバンクーバー島のビクトリアやナナイモなどとの間を短時間で結んでいる。離着陸数は約5万回で水上空港としてはカナダ1位。

## 教育
- バンクーバーを本拠とする大学
  - ブリティッシュコロンビア大学 （UBC）
  - エミリー・カー美術大学（en:Emily Carr University of Art and Design）
- バーナビーを本拠とする大学
  - サイモンフレーザー大学（SFU）
  - ブリティッシュコロンビア工科大学（BCIT）
- サレーを本拠とする大学
  - クワントレン・ポリテクニック大学（en:Kwantlen Polytechnic University）（KPU）
- ラングリー地区を本拠とする大学
  - トリニティウエスタン大学（en:Trinity Western University）

## 行政区
同地域は21の自治体とひとつの先住民保留地、いずれにも属さない「メトロバンクーバー選挙区域A」の合計23区域によって構成されている。
選挙区域Aは、ブリティッシュコロンビア大学など、同地域内の市区町村として組織されていないすべてのエリアを含む。
隣接するフレイザーバレー地域のアボッツフォードは、メトロバンクーバーが提供する公園管理局のサービス範囲に含まれ、議会の代表もいる。
| 人口順 | 自治体名                                                         | 自治体種別                                  | 人口（人） | 統計年 |
| ------ | ---------------------------------------------------------------- | ------------------------------------------- | ---------- | ------ |
| 1      | バンクーバー （Vancouver）                                       | 市 （City）                                 | 631,486    | 2016   |
| 2      | サレー （Surrey）                                                | 市 （City）                                 | 517,887    | 2016   |
| 3      | バーナビー （Burnaby）                                           | 市 （City）                                 | 232,755    | 2016   |
| 4      | リッチモンド （Richmond）                                        | 市 （City）                                 | 198,309    | 2016   |
| 5      | コキットラム （Coquitlam）                                       | 市 （City）                                 | 139,284    | 2016   |
| 6      | ラングリー （Langley）                                           | 地区 （District Municipality）              | 117,285    | 2016   |
| 7      | デルタ （Delta）                                                 | 市 （City）                                 | 102,238    | 2016   |
| 8      | ノースバンクーバー （North Vancouver）                           | 地区 （District Municipality）              | 85,935     | 2016   |
| 9      | メイプルリッジ （Maple Ridge）                                   | 地区 （District Municipality）              | 82,256     | 2016   |
| 10     | ニューウエストミンスター （New Westminster）                     | 市 （City）                                 | 70,996     | 2016   |
| 11     | ポートコキットラム （Port Coquitlam）                            | 市 （City）                                 | 58,612     | 2016   |
| 12     | ノースバンクーバー （North Vancouver）                           | 市 （City）                                 | 52,898     | 2016   |
| 13     | ウェストバンクーバー （West Vancouver）                          | 地区 （District Municipality）              | 42,473     | 2016   |
| 14     | ポートムーディ （Port Moody）                                    | 市 （City）                                 | 33,551     | 2016   |
| 15     | ラングリー （Langley）                                           | 市 （City）                                 | 25,888     | 2016   |
| 16     | ホワイトロック （White Rock）                                    | 市 （City）                                 | 19,952     | 2016   |
| 17     | ピットメドウズ （Pitt Meadows）                                  | 市 （City）                                 | 18,573     | 2016   |
| 18     | メトロバンクーバー選挙区域A （Metro Vancouver Electoral Area A） | 選挙区 （Regional district electoral area） | 16,133     | 2016   |
| 19     | ボウエンアイランド （Bowen Island）                              | 島 （Island Municipality）                  | 3,680      | 2016   |
| 20     | アンモア （Anmore）                                              | 村 （Village）                              | 2,210      | 2016   |
| 21     | ライオンズベイ （Lions Bay）                                     | 村 （Village）                              | 1,334      | 2016   |
| 22     | トワッセン （Tsawwassen）                                        | 先住民保留地 （Indian reserve）             | 816        | 2016   |
| 23     | ベルカラ （Belcarra）                                            | 村 （Village）                              | 643        | 2016   |
| 合計   | 合計                                                             | 合計                                        | 2,463,431  | 2016   |